# Nampteuil-sous-Muret
Nampteuil-sous-Muret – miejscowość i gmina we Francji, w regionie Hauts-de-France, w departamencie Aisne.
Według danych na styczeń 2014 roku gminę zamieszkiwało 89 osób, a gęstość zaludnienia wynosiła 26,2 osób/km².